# Stand by Me Doraemon
Stand by Me Doraemon, är en japansk animerad film från 2014 . Den är regisserad av Takashi Yamazaki och är baserad på TV-serien Doraemon. Det är den fjärde officiella Doraemonfilmen och släpptes den 8 augusti 2014 i Japan.

## Röstskådespelare
- Övriga svenska röster - Jonas Kruse, Anna Isbäck, Linn Ehrner, Gabriella Ferrato, Tove Vahlne, Kayode "Kayo" Shekoni
- Översättare - Alexander Kantsjö
- Regissör - Jörn Falk
- Inspelningstekniker - Jörn Falk
- Mixtekniker - Jörn Savér
- Svensk version producerad av Eurotroll AB för Netflix Dubbing[5]